# Estadio Pier Luigi Penzo
El Estadio de Santa Elena es un recinto deportivo situado en Venecia, la capital del Véneto.
Se ubica en la isla de Santa Elena, sobre la laguna véneta. Es la sede de la Sociedad Deportiva Venezia.